# Соловцов, Андрей Евгеньевич
Андрей Евгеньевич Соловцо́в (17 октября 1967, Москва) — советский и российский футболист, выступавший на позиции защитника. Играл в высших дивизионах СССР и России.

## Биография
Воспитанник московской ЭШВСМ, первый тренер — В. М. Юлыгин. На взрослом уровне дебютировал в 16-летнем возрасте в составе московского «Локомотива», игравшего в первой лиге. В 1986—1987 годах проходил военную службу в составе смоленской «Искры» и резервной команды московского ЦСКА, также сыграл три матча за дубль армейцев в первенстве дублёров.
В 1988 году вернулся в «Локомотив», который уже выступал в высшей лиге. Дебютный матч в чемпионате СССР сыграл 8 марта 1988 года против бакинского «Нефтчи». В 1990 году вместе с командой стал финалистом Кубка СССР, в том числе играл в финальном матче против киевского «Динамо». Всего в высшей лиге СССР провёл 39 матчей и дважды вместе с командой вылетал в первую лигу (1989 и 1991).
В первом сезоне чемпионата России продолжал играть за «Локомотив». В 1993 году перешёл в «Шинник», за который выступал следующие шесть сезонов и сыграл 176 матчей в первенствах страны. По итогам сезона 1996 года вместе с командой поднялся в высшую лигу, где провёл два сезона и в 1997 году помог команде достичь наивысшего успеха в истории — четвёртого места. Всего в высшей лиге России сыграл 65 матчей (12 — за «Локомотив» и 53 — за «Шинник»).
Завершил профессиональную карьеру в возрасте 31 года, после этого выступал за любительские команды Москвы и Подмосковья.

### Карьера в сборной
В 1985 году выступал за юношескую сборную СССР более старшего возраста (1966 г.р.), в её составе участвовал в мемориале Гранаткина.
В 1988—1989 годах выступал за молодёжную сборную СССР, сыграл не менее 5 матчей, в том числе принимал участие в Турнире в Тулоне. Сыграл два матча на предварительных стадиях молодёжного чемпионата Европы 1990 года, на котором сборная СССР стала чемпионом.